# The Matrix: Music from the Motion Picture
The Matrix: Music from the Motion Picture es uno de los dos álbumes de la banda sonora de la película homónima de 1999 protagonizada por Keanu Reeves, Laurence Fishburne, Carrie Anne Moss y Hugo Weaving. Fue producida bajo la discográfica Maverick Records, con la producción de Guy Oseary y Russ Rieger. El otro es The Matrix: Original Motion Picture Score.
Se trata de un disco con canciones que aparecieron en la película The Matrix, pero que no fueron compuestas expresamente para la película.

## Lista de pistas
1. "Rock is Dead" de Marilyn Manson – 3:11
2. "Spybreak! (Short One)" de Propellerheads – 4:00
3. "Bad Blood" de Ministry – 5:00
4. "Clubbed to Death (Kurayamino Mix)" de "Rob Dougan" alias Rob D – 7:26
5. "Prime Audio Soup" de Meat Beat Manifesto – 6:17
6. "Leave You Far Behind" de Lunatic Calm – 3:13
7. "Mindfields" de The Prodigy – 5:40
8. "Dragula (Hot Rod Herman Remix)" de Rob Zombie – 4:37
9. "My Own Summer (Shove It)" de Deftones – 3:34
10. "Ultrasonic Sound" de Hive – 4:54
11. "Look to Your Orb for the Warning" de Monster Magnet – 4:42
12. "Du Hast" de Rammstein – 3:54
13. "Wake Up" de Rage Against the Machine – 6:03